# 安德尔·埃雷拉
安德尔·埃雷拉·阿奎拉（西班牙語：Ander Herrera Agüera，1989年8月14日—）是一名西班牙職業足球員，現時效力阿根廷足球甲级联赛球隊小保加。
靴里拉職業生涯在薩拉戈薩開始，19歲起為該隊上陣。2012年7月26日，埃雷拉入選西班牙國家隊參加6月份於英國舉行的2012年夏季奧運會男子足球比賽。

## 球會生涯
靴里拉2011年從薩拉戈薩加盟毕尔巴鄂，共為這間巴斯克球會出陣128次攻入11球。靴里拉入選過西班牙的U20、U21以及U23的國家隊。
2014年6月27日，英超豪門曼聯在官方網站上宣佈，靴里拉正式加盟球隊，靴里拉與曼聯簽約四年。
曼聯在美國舉行季前熱身賽時大勝洛杉磯銀河7：0，靴里拉可以說是功不可沒，他在賽事中踢足90分鐘。
2017年5月25日，在曼聯對陣荷蘭甲組聯賽球隊的歐霸盃決賽中憑藉在中場指揮若定的穩定表現，協助球會奪得首個歐霸盃冠軍之外，更獲選為決賽最佳球員。
2019年7月4日，埃雷拉与巴黎圣日耳曼（PSG）签署了一份为期五年的合同。
2022年8月27日，埃雷拉以租借形式重返毕尔巴鄂竞技。次日，他身穿23号球衣在圣马梅斯球场向2000名球迷亮相。2023年1月31日，毕尔巴鄂竞技免费行使了埃雷拉的买断选项。2024年6月13日，他将合同延长至2025年。

## 國家隊生涯
2012年7月，靴里拉代表西班牙出征倫敦奧運，惟球隊以分組賽三戰不勝成績結束奧運之旅。
2016年10月3日，靴里拉在2018年世界杯资格赛对阵意大利和阿尔巴尼亚的比赛前首次获得征召，但两场比赛均未出场。2016年11月15日，在温布利大球场对阵英格兰的比赛中，他在下半场替补登场，完成了自己的成年队国际比赛首秀。

## 榮譽

### 球會
曼聯
- 英格蘭足總盃冠軍：2015–16
- 英格蘭聯賽盃冠軍：2016–17
- 英格蘭社區盾冠軍：2016
- 歐霸盃冠軍：2016-17

巴黎聖日耳曼
- 法國足球甲級聯賽冠軍：2019－20、2021-22
- 法國盃冠軍：2019－20、2020－21[18]
- 法國聯賽盃 冠軍：2019－20
- 法國超級盃 冠軍：2019、2020[19]
- 歐洲冠軍聯賽亞軍：2019–20

畢爾包
- 西班牙國王盃冠軍：2023–24[20]

## 外部連結
- Soccerway資料庫：安德尔·埃雷拉
- 曼聯球員檔案 （页面存档备份，存于）
- BDFutbol檔案 （页面存档备份，存于）
- 安德尔·埃雷拉 – FIFA國際賽競賽紀錄 (存檔)
- Transfermarkt檔案 （页面存档备份，存于）